# Boys Like Girls (album)
Boys Like Girls è il primo album in studio, eponimo, del gruppo musicale emo pop statunitense
Boys Like Girls, pubblicato nel 2006.

## Tracce
1. The Great Escape – 3:28
2. Five Minutes to Midnight – 3:47
3. Hero/Heroine – 3:52
4. On Top of the World – 3:36
5. Thunder – 3:56
6. Me, You and My Medication – 4:28
7. Up Against the Wall – 3:39
8. Dance Hall Drug – 3:29
9. Learning to Fall – 3:04
10. Heels Over Head – 3:08
11. Broken Man – 3:31
12. Holiday – 5:08

## Formazione
- Paul DiGiovanni – chitarra, cori
- Bryan Donahue – basso, cori
- Martin Johnson – voce, chitarra
- John Keefe – batteria